# Franz Bäke
El Coronel Dr. Franz Bäke (28-2-1898 – 12-12-1978), dentista, és un dels comandants de tanc de més èxit i més altament condecorat de la Segona Guerra Mundial.

## Biografia
Bäke va néixer a Schwarzenfels el 28 de febrer de 1898. El 19 de maig de 1915, es presentà voluntari pel Regiment d'Infanteria N. 3 i esdevingué Vizefeldwebel (caporal) i Cadet en el 7è Regiment d'Artilleria. El gener de 1919, Bäke es retirà i començà a estudiar medicina i odontologia fins a 1922, i es doctorà el 1923. L'1 d'abril de 1937, el Dr. Franz Bäke va tenir les seves maniobres per reservistes amb el Aufkärungs-Abteilung 6 (batalló de reconeixement), i unes altres l'11 de juny de 1937. L'1 de desembre de 1937, Bäke esdevingué tinent a la reserva i, l'1 d'agost de 1939, Zugführer (Cap d'Escamot) al leichte Kolonne of Panzerabwehr-Abteilung 65.

### Segona Guerra Mundial
L'1 de novembre de 1939, Bäke és promogut a Oberleutnant i l'1 de gener de 1940, esdevé comandant de companyia al Panzerabwehr-Abteilung 65. L'1 de maig de 1940. Bäke és promogut al rang de Hauptmann i durant la Campanya de França de 1940, serveix amb el 65è Panzerabteilung de la 6a Divisió Panzer. Allà captura intacte un pont sobre el Mosa a Arques. Mentre lluita a França, és ferit dues vegades, el 17 i el 19 de maig, però resta amb la seva unitat.
L'1 de maig de 1941, esdevé el líder del Panzerstaffel de l'11è Regiment de la 6a Divisió Panzer, i l'1 d'agost de 1941, és promogut a Major i, i l'1 de novembre, ajudant de la mateixa unitat. L'1 de juliol de 1942, esdevé el comandant del 2n Batalló de l'11è Regiment Panzer. L'11 de gener de 1943, el Major Bäke és condecorat amb la Creu de Cavaller de la Creu de Ferro. El 13 de juliol de 1943, torna a ser ferit i torna a quedar-se amb la seva unitat.
El 14 de juliol de 1943, d'acord amb una ordre especial, el Dr. Bäke passà a dirigir l'11è Regiment Panzer, tot i ser massa jove. Si bé era un comandament interí, la bona tasca significaria una promoció. L'1 d'agost de 1943, Bäke va afegir les Fulles de Roure a la seva Creu de Cavaller (Eichenlaub). L'1 de novembre de 1943, l'Oberstleutnant Franz Bäke esdevingué el comandant de l'11è Regiment Panzer de la 6a Divisió Panzer. A inicis de 1944, rebé el comandament d'una unitat especial feta d'elements de la sPzAbt 503, batalló de Panthers amb quelcom d'artilleria de camp i una unitat d'enginyers. Se l'anomenà el Panzer-Regiment Bäke i prengué part en diverses accions desesperades del Front Oriental. Una d'ella va ser el 5è dia de batalla al gener de 1944 a la «Bossa de Balabonowka», on el Panzer-Regiment Bäke informà de la destrucció de 267 tancs soviètics, amb pèrdues d'un Tiger i 4 Panthers. L'heroisme personal de Bäke quedà representat per les seves 4 Galons de Destrucció de Tancs. El 21 de febrer de 1944, afegí els Sabres a les Fulles de Roure que ja adornaven la seva Creu de Cavaller, i l'1 de maig, fou promogut a Oberst, per esdevenir el comandant de la 106a Brigada Panzer – Feldherrnhalle el 13 de juliol.
L'1 de gener de 1945, el Dr. Bäke passà a la reserva, i esdevingué soldat professional. Ho feu perquè no es veia capaç de promocionar més amunt de Coronel, però el 24 de gener començà el curs per a comandant de divisió. El 9 de març de 1945, d'acord amb una ordre especial, passà a comandar la 13a Divisió Panzer Feldherrnhalle 2, tot i ser massa jove per a la posició, però era el millor. La posició va ser interina, ja que si no volia dir que hauria d'haver-hi hagut una promoció fora de l'ordinari per a ell. Del 20 d'abril de 1945 i fins al final de la guerra, l'Oberst Dr. Bäke actuà com a Generalmajor, comandant la 13a Divisió Panzer.
El 8 de maig de 1945, esdevingué presoner de guerra i restà en captivitat fins al seu alliberament el 1947. Morí en accident a Hagen el 12 de desembre de 1978.

## Condecoracions
- Creu de Cavaller de la Creu de Ferro amb Fulles de Roure i Espases:

- Creu de Cavaller: 11 de gener de 1943, com a major de la Reserva i comandant del II./Panzer-Regiment 11
- Fulles de Roure (262è): 1 d'agost de 1943 major de la Reserva i comandant del II./Panzer-Regiment 11
- Espases (49è): 21 de febrer de 1944, com a oberstleutnant de la Reserva i comandant del Panzer-Regiment 11

- Creu de Ferro de 1a classe
- Creu de Ferro de 2a classe
- Insígnia de Combat de Tancs
- Insígnia de Ferit en Or
- 3 Insígnies de Destrucció de Tancs
- Creu d'Honor 1914-1918
- Medalla de l'1 d'octubre de 1938
- 3 mencions al Wehrmachtbericht